# Нион
 Тази статия е за града в Швейцария.  За града във Франция вижте Нион (Франция).  
Нио̀н (на френски: Nyon) е град в Югозападна Швейцария. Главен административен център е на едноименния окръг Нион.
Разположен е на западния бряг на Женевското езеро в кантон Во между градовете Женева и Лозана. Население 17 983 жители (2009).
В града се намира седалището на Европейската футболна федерация (УЕФА). Известен е и със своя музикален фестивал. Курортен град с развит туризъм. Има жп. гара по линията, която обикаля около Женевското езеро.